# 續宋元資治通鑑綱目
《续资治通鉴纲目》又称《续宋元资治通鉴纲目》，共二十七卷，明代商辂著。
成化年间，商辂奉诏修《续宋元资治通鉴纲目》，專記宋元兩朝，修成後，由内府刊行。弘治九年 (1495)，余姚周禮效法尹起莘的《通鉴纲目发明》而撰有《发明》。